# Кобилін (Остроленцький повіт)
Кобилін (пол. Kobylin) — село в Польщі, у гміні Ґоворово Остроленцького повіту Мазовецького воєводства.
Населення — 272 особи (2011).
У 1975-1998 роках село належало до Остроленцького воєводства.

## Демографія
Демографічна структура станом на 31 березня 2011 року:
|          | Загалом | Допрацездатний вік | Працездатний вік | Постпрацездатний вік |
| -------- | ------- | ------------------ | ---------------- | -------------------- |
| Чоловіки | 136     | 31                 | 82               | 23                   |
| Жінки    | 136     | 31                 | 65               | 40                   |
| Разом    | 272     | 62                 | 147              | 63                   |